# لس شنون
لس شنون (انگلیسی: Les Shannon؛ ۱۲ مارس ۱۹۲۶ – ۲ دسامبر ۲۰۰۷) یک بازیکن فوتبال اهل بریتانیا بود.